# با وجود اینکه می‌دانم
با وجود اینکه می‌دانم (کره‌ای: 알고있지만,; لاتین‌نویسی اصلاح‌شده: Algoitjiman,) یا با این حال (انگلیسی: Nevertheless,) یک مجموعهٔ تلویزیونی کره جنوبی با بازی هان سو-هی، سونگ کانگ و چه جونگ-هیوپ است. این مجموعه بر پایهٔ یک وب‌تون مشهور منتشر شده در ناور وب‌تون است و داستان دو شخصی را روایت می‌کند که به دلیل روابط گذشتهٔ خود، جذب یکدیگر شده‌اند اما در مورد عشق تردید دارند. این مجموعه از ۱۹ ژوئیه تا ۲۱ اوت ۲۰۲۱، شنبه‌ها ساعت ۲۳:۰۰ (کی‌اس‌تی) از جی‌تی‌بی‌سی پخش شد. هر قسمت پس از پخش تلویزیونی، در نتفلیکس کره جنوبی و بین‌المللی منتشر شد.

## خلاصهٔ داستان
این مجموعه داستان یک عاشقانهٔ نامعلوم بین یک زن دلشکسته که دیگر به عشق اعتقادی ندارد و یک مردی که دیگر نمی‌خواهد با کسی رابطهٔ عاشقانه برقرار کند، را بیان می‌کند.

## بازیگران

### اصلی
- هان سو-هی در تقش یو نا-بی، یک دانشجوی مجسمه‌سازی در دانشگاه هونگ‌سو.[۱][۱۰]
- سونگ کانگ در نقش پارک جه-اون، یک دانشجوی مجسمه‌سازی در دانشگاه هونگ‌سو.[۱][۱۰]
- چه جونگ-هیوپ در نقش یانگ دو-هیوک، دوست دوران کودکی نا-بی و عشق اول او. او یک برنامهٔ آشپزی محبوب در یوتیوب اجرا می‌کند.[۱۱]
- لی یول-اوم در نقش یون سول-آه، همکلاسی مدرسهٔ راهنمایی جه-اون و دوست‌دختر سابق.[۱۲]
- یانگ هه-جی در نقش اوه بیت-نا، بهترین دوست نا-بی.[۱۳]